# کاواتانا، ناگاساکی
کاواتانا، ناگاساکی (به لاتین: Kawatana, Nagasaki) یک منطقهٔ مسکونی در ژاپن است که در استان ناگاساکی واقع شده‌است. کاواتانا  ۹٬۲۱۹ نفر جمعیت دارد.